# Tom Stone
Tom Stone (artistnamn för Thomas Bengtsson), född 28 oktober 1967 i Uddevalla, är en svensk trollkonstnär och underhållare, internationellt känd inom sitt fält för sin kreativitet och praktiska innovationer. Han är bosatt i Stockholm.
Stone växte upp på en bondgård strax utanför Hamburgsund på västkusten, och intresset för trolleri startade vid åtta års ålder. Intresset ökade drastiskt vid 14 års ålder då han såg Topper Martyn uppträda. 1983 blev han medlem i Göteborgs Magiska Klubb, två år senare blev han redaktör för föreningens medlemstidning, och ett par år efter det, dess ordförande.
Tom Stone har publicerat ett antal fackböcker om trolleri, samt bidragit med artiklar i internationella facktidningar, samt även varit redaktör för Tricks, Trollkarlen, Dr. Faustus Journal (facktidning för trollkarlar som gavs ut mellan 1995 och 2004) och Enigma. 
Tom Stone har framträtt i TV-program i bl.a. Sverige och Japan.
Tom Stone turnerar runt jorden och håller föreläsning och shower.
Tom Stone erhöll den 15 maj 2016 utmärkelsen "Creative Fellowship" av Academy of Magical Arts i Hollywood.